# Dina Eltabaa
Dina Eltabaa (Egipto) es una atleta egipcia, especialista en la prueba de salto con pértiga, en la que logró ser subcampeona africana en 2018

## Carrera deportiva
En el Campeonato Africano de Atletismo de 2018 celebrado en Asaba (Nigeria) ganó la medalla de plata en el salto con pértiga, saltando por encima de 4.05 metros, tras la tunecina Dorra Mahfoudhi (oro con 4.10 metros) y por delante de otra atleta tunecina Nesrine Brinis (bronce con 3.90 metros).